# Palazzo Polenghi Duse
Il palazzo Polenghi Duse, già Zurla, Rosaglio, è una dimora storica di Crema.

## Storia
Le prime informazioni risalgono allo Stato d'anime del 1596 nel quale risulta risiedervi il nobile Celso Zurla. Nel suo testamento dell'anno 1600 dettava all'erede Giambattista le norme per completare lo stabile da lui stesso avviato.
La famiglia Zurla abitò in questa dimora sicuramente fino al 1738 come si evidenzia nello Stato d'anime in cui si nomina, quale residente, Valerio Zurla. 
Alcune lacune documentali non permettono, tuttavia, di risalire all'anno in cui l'edificio pervenne alla famiglia Rosaglio, di cui il nobile Giambattista risulta abitarvi nel 1770. 
I Rosaglio detennero lo stabile fino alla metà del XX secolo, quindi fu acquistato dalla famiglia Polenghi.
L'attuale denominazione deriva dal matrimonio tra Giulia Polenghi ed il dottor Nanni Duse che fu primario di ortopedia presso l'Ospedale Maggiore di Crema.

## Personalità legate al palazzo

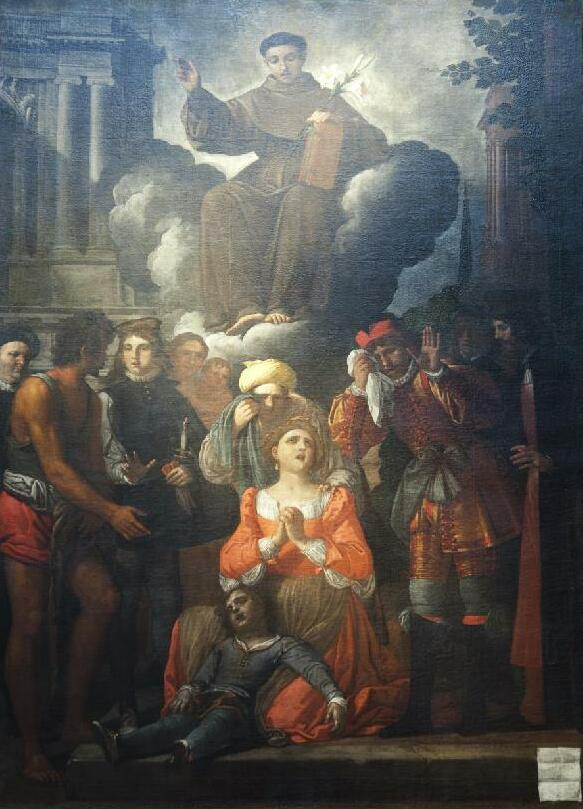
Pietro Damini, Il miracolo di Sant'Antonio da Padova, olio su tela, post 1630. Vi si ravvisano il piccolo Celso e i genitori supplicanti Giambattista Zurla e Margherita Benzoni.

- Giambattista Zurla (morto nel 1656), medico, secondo il Canobio fu fisico eccellentissimo, che per cinquanta e più anni aveva con segnalate cure servito fruttuosamente la patria[4]. Per riconoscenza a Sant'Antonio di Padova, cui attribuì l'insperata guarigione del figlio Celso dalla pestilenza del 1630, fece erigere nella chiesa di San Francesco un altare la cui pala ora si trova nella chiesa parrocchiale di Ombriano[4].
- Giambattista Rosaglio (morto nel 1773) fu cancelliere del municipio e autore di una relazione su Crema e sul suo territorio, inclusi cenni biografici di importanti personaggi[5].
- Nicola Rosaglio (morto nel 1857 fu l'inventore di un particolar fucile a sei tiri a retrocarica e premiato a Venezia nel 1829; fu anche autore di versi e opere e dispose che alla sua scomparsa fosse effettuato un lascito alla Pia Casa di Ricovero dei poveri[6].
- Maria e Pietro Bottesini abitarono in alcuni locali del palazzo nei primi anni del XIX secolo, prima di trasferirsi nel 1821 a Palazzo Barbàra dove nacque il contrabbassista, compositore e direttore d'orchestra Giovanni[7].
- Giovanni Duse (detto Nanni, morto nel 2015) fu primario di ortopedia presso l'Ospedale Maggiore di Crema, presidente del Panathlon Crema, consigliere dell'Opera Pia Climatica Cremasca proprietaria della stabile della colonia marina di Finalpia[8].
- Giulia Polenghi (scomparsa nel 2024), nipote del mecenate Bruno Manenti, fu benefattrice e cofondatrice dell'Inner Wheel Crema, aprì il palazzo per ospitare eventi culturali[3].

## Caratteristiche

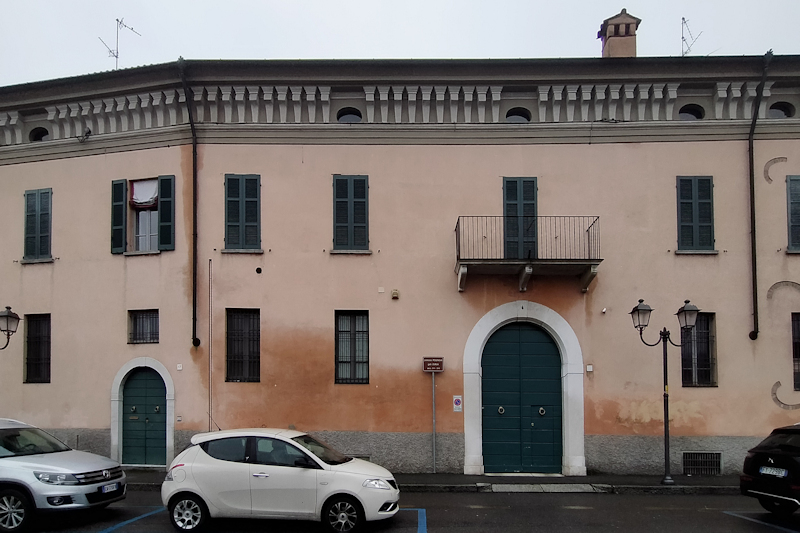
La facciata.

Una facciata semplice e lineare si affaccia su Via Bottesini, l'antica Strada dietro l'acqua con riferimento alla roggia Crema che scorreva a cielo aperto fino al 1946. Non è rettilinea, ma asseconda la curvatura della via.
Le finestre senza cornici sono disposte su due ordini mentre sopra corre un cornicione, con mensole ravvicinate alternate ad oculi, che sorregge il tetto.

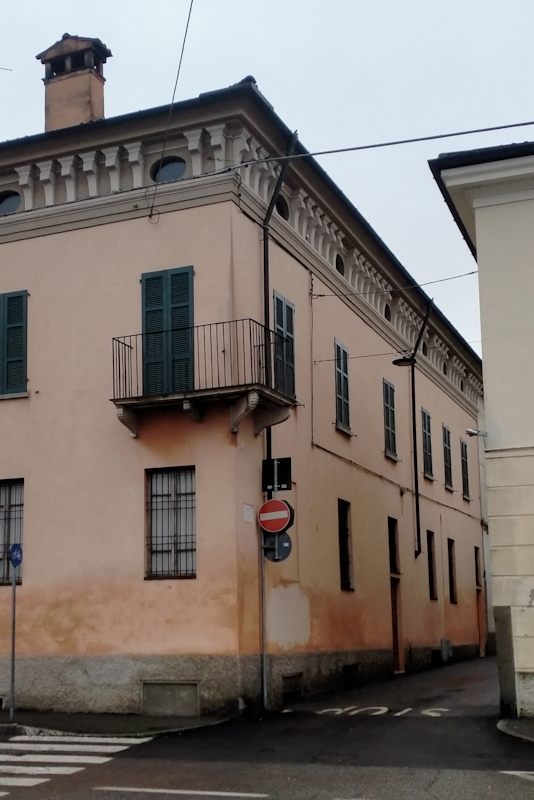
L'ala verso via Carrera e il balcone d'angolo.

Sopra il portale con cornice in marmo bianco è collocato un balcone; più a destra archi in mattoni a vista sottolineano le finestre che danno luce allo scalone interno. 
Originale e raro in Crema è il balcone all'angolo con via Carrera, supportato da mensole con volute.
L'androne, caratterizzato da un singolare arco a forma di campana, introduce al cortile interno in gran parte ciottolato mentre sul lato est è presente un piccolo giardino. Ai lati sud e ovest corrono due file di portici con pilastri in mattoni e capitelli. Il cornicione superiore non presenta mensole e vi si aprono degli oculi per dare luce al sottotetto.